# هال (ایندیانا)
هال (به انگلیسی: Hall) یک منطقهٔ مسکونی در ایالات متحده آمریکا است که در شهرستان مورگان، ایندیانا واقع شده‌است. هال ۲۴۴٫۱۵ متر بالاتر از سطح دریا واقع شده‌است.